# Acción de Abadiano
La acción de Abadiano es el último enfrentamiento de importancia registrado en Vizcaya (País Vasco, España) cuando la tercera guerra carlista tocaba a su fin. El 5 de febrero de 1876 se enfrentaron carlistas y liberales en la localidad vizcaína de Abadiano. En ella fueron derrotados los batallones carlistas de Carasa, Cavero y Ugarte por las divisiones liberales mandadas por Loma, Goyeneche, Álvarez Maldonado y Villegas. La retirada se efectuó por el alto de Elgueta con dirección a Zumárraga.